# Žarkovac
Žarkovac (izvirno srbsko Жарковац) je naselje v Srbiji, ki upravno spada pod Občino Ruma; slednja pa je del Sremskega upravnega okraja.

## Demografija
V naselju, katerega izvirno (srbsko-cirilično) ime je Жарковац, živi 873 polnoletnih prebivalcev, pri čemer je njihova povprečna starost 39,2 let (37,7 pri moških in 40,8 pri ženskah). Naselje ima 348 gospodinjstev, pri čemer je povprečno število članov na gospodinjstvo 3,17.
To naselje je, glede na rezultate popisa iz leta 2002, večinoma srbsko, a v času zadnjih treh popisov je opazno zmanjšanje števila prebivalcev.
|  |

| Demografija | Demografija     | Demografija     |
| Leto        | Št. prebivalcev | Št. prebivalcev |
| ----------- | --------------- | --------------- |
|             |                 |                 |
|             |                 |                 |
|             |                 |                 |
|             |                 |                 |
| 1948        | 865             |                 |
| 1953        | 882             |                 |
| 1961        | 1089            |                 |
| 1971        | 934             |                 |
| 1981        | 955             |                 |
| 1991        | 915             | 910             |
| 2002        | 1157            | 1102            |
|             |                 |                 |

| Etnična sestava po popisu iz leta 2002 | Etnična sestava po popisu iz leta 2002 | Etnična sestava po popisu iz leta 2002 | Etnična sestava po popisu iz leta 2002 | Etnična sestava po popisu iz leta 2002 |
| -------------------------------------- | -------------------------------------- | -------------------------------------- | -------------------------------------- | -------------------------------------- |
| Srbi                                   | Srbi                                   |                                        | 1.014                                  | 92,01%                                 |
| Madžari                                | Madžari                                |                                        | 36                                     | 3,26%                                  |
| Hrvati                                 | Hrvati                                 |                                        | 22                                     | 1,99%                                  |
| Romi                                   | Romi                                   |                                        | 3                                      | 0,27%                                  |
| Slovenci                               | Slovenci                               |                                        | 2                                      | 0,18%                                  |
| Makedonci                              | Makedonci                              |                                        | 2                                      | 0,18%                                  |
| Črnogorci                              | Črnogorci                              |                                        | 1                                      | 0,09%                                  |
| Muslimani                              | Muslimani                              |                                        | 1                                      | 0,09%                                  |
| Neznano                                | Neznano                                |                                        | 3                                      | 0,27%                                  |